# 陸子隆
陸 子隆（りく しりゅう、524年 - 570年）は、南朝梁から陳にかけての軍人。字は興世。本貫は呉郡呉県。

## 経歴
梁の尉氏県令の陸悛の子として生まれた。東宮直後を初任とした。侯景の乱が起こると、郷里で兵を集めた。呉郡太守張彪が会稽に移鎮すると、子隆は張彪に従った。陳蒨が張彪を討つと、張彪の部将の沈泰・呉宝真・申縉らはみな陳蒨に降り、子隆も奮戦したが敗れて陳蒨に従った。陳蒨の下で中兵参軍となった。始豊県令と永興県令を歴任した。
永定3年（559年）、陳蒨（陳の文帝）が即位すると、子隆は衛兵を率いて宿衛にあたった。まもなく侯安都の下で王琳と柵口で戦った。天嘉元年（560年）、王琳が北斉に亡命すると、子隆は左中郎将に任じられた。益陽県子に封じられ、高唐郡太守として出向した。天嘉2年（561年）、明威将軍・廬陵郡太守に任じられた。天嘉3年（562年）、周迪が臨川郡に拠って反乱を起こすと、東昌県の脩行師が周迪に呼応して起兵し、子隆を攻撃してきた。子隆は城外に伏兵を設け、城門を閉ざし武装を隠して弱体のふりをした。脩行師がやってくると、腹背を伏兵に攻撃させて、脩行師を撃破した。脩行師が降伏してくると、子隆はかれを許して建康に送り届けた。
天嘉4年（563年）、周迪が陳宝応と連合して再び臨川郡に進出してくると、子隆は都督の章昭達の下で周迪を討った。周迪が敗走すると、章昭達の下で東興嶺を越え、陳宝応を討った。陳の官軍が建安郡に到達すると、子隆は監郡をつとめた。天嘉5年（564年）、陳宝応が建安の湖岸に拠って官軍をはばむと、章昭達は陳宝応と戦って敗勢となったが、子隆が兵を率いて章昭達を救援し、陳宝応を撃破した。晋安郡が平定されると、子隆の功績は最上とされ、仮節・都督武州諸軍事に転じた。まもなく朝陽県伯に改封された。天康元年（566年）、廃帝が即位すると、智武将軍に進み、員外散騎常侍の位を加えられた。
光大元年（567年）、華皎が湘州で反乱を起こすと、子隆にたびたび誘いをかけた。子隆が応じなかったため、華皎は兵を派遣して攻撃してきたが、子隆はこれを撃退した。華皎が郢州で淳于量や呉明徹らに敗れると、子隆は出兵して華皎を追撃した。持節・通直散騎常侍・都督武州諸軍事となり、爵位は侯に進んだ。まもなく都督荊信祐三州諸軍事・宣毅将軍・荊州刺史に転じた。このとき荊州は公安を州治として新たに置かれたばかりだったので、子隆は城郭を修建して整備し、民治につとめた。太建元年（569年）、雲麾将軍に進んだ。太建2年（570年）、死去した。享年は47。散騎常侍の位を追贈された。諡は威といった。
子の陸之武が後を嗣ぎ、王府主簿・弘農郡太守となり、呉明徹に従ったが、呂梁の敗戦後に殺害された。

## 伝記資料
- 『陳書』巻22 列伝第16
- 『南史』巻67 列伝第57